# ワタリオオキチョウ
ワタリオオキチョウ (Phoebis sennae) は、シロチョウ科に分類されるチョウの一種。

## 分布
アメリカ合衆国からパタゴニア、西インド諸島に分布する。

## 特徴
開長6.5cm。翅表は淡黄色。
開けた場所のほかに熱帯雨林の砂州でもみられる。アメリカでは夏季に飛行して北上する。
マメ科のセンナを食草とする。